# Нільс Анлунд
Нільс Анлунд (швед. Nils Ahnlund; 23 серпня 1889, Уппсала — 11 січня 1957, Стокгольм) — шведський історик, професор Стокгольмського університету з 1928 по 1955 рік, член Шведської академії з 1941 року. Спеціалізувався на вітчизняній (шведської) історії.

## Біографія
Народився в сім'ї професора моральної філософії, що пізніше став вікарієм парафії. 1908 року вступив в Упсальський університет, в 1918 році захистив докторську дисертацію про відносини Швеції і Німеччини в період правління Густава II Адольфа. З 1916 по 1926 роки працював в газеті Svenska Dagbladet, ставши відомим політичним публіцистом, але воліє журналістську кар'єру академічного. 1923 року став ад'юнкт-професором в Стокгольмському університеті, ставши через п'ять років повним професором історії. 1934 року став членом Літературної академії, в 1936 — членом комітету Стокгольмської міської колегії з видання довідників, в 1941 — Шведської академії, в 1952 — академіком Шведської королівської академії наук. У 1944—1956 роках був головою Шведського етнологічного товариства.
Був досить широко популярним не тільки в науковому світі, але і серед громадськості, активно публікуючи науково-популярні історичні нариси в газетах і виступаючи з лекціями по радіо.